# Run-DMC
Run-DMC a fost o formație americană de hip-hop din Queens, New York, formată din Joseph Simmons, Darryl McDaniels și Jason Mizell. Ei sunt considerați pionierii hip-hop-ului, împreună LL Cool J, Beastie Boys și Public Enemy.